# Joan Sotoca Montserrat
Joan Sotoca Montserrat (Reus, 6 de desembre de 1895 - 1952) va ser un artista i escultor català.

## Biografia
Era fill de Benet Sotoca Saura, jornaler d'Alcanyís, i de Teresa Montserrat Arnau, de Reus. Tenia el taller i botiga a la plaça de sant Pere, al costat de l'església prioral, un local que abans havia estat de l'artista Joan Homs i anteriorment del també escultor Andreu Arpa. La primera notícia que el menciona és de l'any 1935, quan va prendre part a la policromia d'una imatge de sant Joan baptista obra de l'escultor Modest Gené, que deu ser la imatge de l'altar major de l'església de Sant Joan. L'any 1941 va tallar una imatge del Sant Crist de mida natural per a l'església d'Alcover, i va daurar una carrossa per portar-hi la Dolorosa per l'església de Riudoms. Va tallar també un grup amb la Pastoreta i les ovelles per a l'ermita de Misericòrdia de Reus, i va fer una imatge de sant Antoni de Pàdua pel gremi dels paletes que es conserva a l'església de la Puríssima Sang. L'any 1941 va fer les escultures del pas de Setmana Santa anomenat «La Verge de la Soledat», i l'any 1942 va esculpir un Sagrat Cor per l'església de Vilanova d'Escornalbou. El 1943 va tallar un Sant Crist per a la de Prades, va fer un altar per al Santíssim de la parròquia de Cambrils i va participar en una exposició d'escultures organitzada per l'Orfeó Reusenc.
També va ser autor del pas de «La Primera caiguda de Jesús», que li va demanar el gremi del metall, on, a més de Jesucrist caigut hi ha dos centurions romans. El pas es guarda a l'església del barri de Sant Josep Obrer. Va esculpir un san Pere per l'ermita de Sant Pere, de la Selva del Camp. Va ser bomber voluntari a la ciutat de Reus al final del període republicà.